# Beren Gökyıldız
Beren Gökyıldız (Istanbul, 29 settembre 2009) è un'attrice turca.

## Biografia
Nata nel 2009 a Istanbul (Turchia) da madre Mine e da padre Ejder Gökyıldız, Beren ha iniziato a recitare nel 2014 all'età di cinque anni come attrice bambina. Nello stesso anno ha fatto la sua prima apparizione sul piccolo schermo con il ruolo di Pelin Okay nella serie televisiva Kocamın Ailesi. Nel 2016 ha compiuto il suo esordio al cinema con il personaggio di Elmas nel film Boşu Bir Yerde diretto da Kemal Uzun. Nel 2016 e nel 2017 è stata scelta per interpretare il ruolo di Melek Akçay / Turna Güneş nella serie Anne, insieme alle attrici Vahide Perçin e Cansu Dere. Nel 2016 e nel 2017 è apparsa nella serie Aşk Laftan Anlamaz. Nel 2017 ha preso parte al programma televisivo per bambini in onda su Show TV Güldüy Güldüy Show Çocuk.
Nel 2018 ha interpretato il ruolo di Ayşe nella serie Bizim Hikaye e quello di Bade nel film Bal Kaymak diretto da Onur Tan. Nello stesso anno ha preso parte al programma televisivo in onda su TV8 O Ses Türkiye Yılbaşı Özel. Nel 2018 e nel 2019 ha fatto parte del cast della serie Kızım, nel ruolo di Öykü Göktürk, Nel 2020 ha ricoperto il ruolo di Betus Aydinli nella serie medica Il dottor Alì (Mucize Doktor) e quello di Şirin Sarıdağlı / Mavi Esen nella serie Çocukluk. Nel 2023 ha ottenuto il ruolo di Melissa Çelik nella serie Yeşil Vadi'nin Kızı, seguito nel 2024 da quello di Azra nella serie Kopuk.

## Filmografia

### Cinema
- Boşu Bir Yerde, regia di Kemal Uzun (2016)
- Bal Kaymak, regia di Onur Tan (2018)

### Televisione
- Kocamın Ailesi – serie TV, 34 episodi (Fox, 2014)
- Anne – serie TV, 33 episodi (Star TV, 2016-2017)
- Aşk Laftan Anlamaz – serie TV, 2 episodi (Show TV, 2016-2017)
- Bizim Hikaye – serie TV, 9 episodi (Fox, 2018)
- Kızım – serie TV, 34 episodi (TV8, 2018-2019)
- Il dottor Alì (Mucize Doktor) – serie TV, 3 episodi (Fox, 2020)
- Çocukluk – serie TV, 11 episodi (Fox, 2020)
- Yeşil Vadi'nin Kızı – serie TV, 73 episodi (Show TV, 2023)
- Kopuk – serie TV, 5 episodi (Show TV, 2024)

## Programmi televisivi
- Güldüy Güldüy Show Çocuk – programma TV, 13 puntate (Show TV, 2017) - guest star
- O Ses Türkiye Yılbaşı Özel – programma TV, 1 puntata (TV8, 2018) - guest star

## Doppiatrici italiane
Nelle versioni in italiano dei suoi film e delle sue serie TV, Beren Gökyıldız è stata doppiata da:
- Cecilia Costa[33] ne Il dottor Alì[34]

## Riconoscimenti
- Liceo di belle arti Mimar Sinan
  - 2017: Vincitrice come Miglior attrice bambina dell'anno[35]
- Mavi Elma Award
  - 2020: Vincitrice come Miglior attrice bambina dell'anno
- Pantene Golden Butterfly Awards
  - 2015: Candidata come Miglior attrice bambina per la serie Kocamın Ailesi
  - 2016: Vincitrice come Miglior attrice bambina[36][37]
  - 2016: Vincitrice come Miglior attrice bambina per il programma Güldüy Güldüy Show Çocuk
  - 2017: Vincitrice come Miglior attrice bambina[38]
  - 2017: Vincitrice come Miglior attrice bambina per la serie Anne[39]
  - 2018: Candidata come Miglior attrice bambina per la serie Bizim Hikaye
  - 2019: Candidata come Miglior attrice bambina per la serie Kızım
- Premi multimediali dell'Università Gelişim di Istanbul
  - 2015: Vincitrice come Attrice bambina più ammirata dell'anno[40]
- Premi televisivi della Bilkent University
  - 2017: Vincitrice come Miglior attrice bambina
- SinemaPort Award
  - 2019: Vincitrice come Miglior attrice bambina dell'anno